# Комора, Имре
Имре Комора (венг. Komora Imre; 5 июня 1940, Будапешт — 15 августа 2024, Будапешт) — венгерский футболист, игравший на позиции полузащитника. По завершении игровой карьеры — тренер.
Выступал, в частности, за клуб Гонвед, а также национальную сборную Венгрии. Олимпийский чемпион, бронзовый призер чемпионата Европы.

## Клубная карьера
Во взрослом футболе дебютировал в 1959 году выступлениями за клуб «Галадаш», в котором провёл два сезона, приняв участие в 35 матчах чемпионата.
В 1961 году перешёл в клуб «Гонвед», за который отыграл 11 сезонов. Большинство времени, проведённого в составе клуба, было основным игроком основного состава. Завершил профессиональную карьеру футболиста выступлениями за команду из Будапешта в 1972 году.

## Выступления за сборную
В 1964 году дебютировал в официальных матчах в составе национальной сборной Венгрии. В течение карьеры в национальной команде, которая длилась 5 лет, провёл в форме главной команды страны всего 2 официальных матча под эгидой ФИФА, и сыграл в 13 неофициальных (включая матчи Олимпийского футбольного турнира).
В составе сборной был участником чемпионата Европы 1964 года в Испании, на котором команда завоевала бронзовые награды, и футбольного турнира на Олимпийских играх 1964 года в Токио, завоевав титул олимпийского чемпиона.

## Карьера тренера
Начал тренерскую карьеру, вернувшись в футбол после длительного перерыва, в 1982 году, возглавив тренерский штаб клуба «Гонвед», где проработал до 1986 года. Впоследствии ещё несколько раз возвращался на тренерский мостик своего родного клуба — в 1987 году, в течение 1997—1998 годов и в последний раз в 1999 году.
В 1986 году был главным тренером национальной сборной Венгрии, под его руководством сборная провела три матча.
В 1989 году принял предложение возглавить греческий клуб «Олимпиакос». Покинул клуб из Пирея в 1990 году.
Умер 15 августа 2024 года в возрасте 84 лет.

## Титулы и достижения

### В сборной
- Олимпийский футбольный турнир
  - Олимпийский чемпион (1): 1964

- Чемпионат Европы
  - Бронзовый призёр (1): 1964